# Martha Yujra
Martha Yujra Apaza (La Chojlla, Bolivia; 19 de enero de 1964) es una dirigenta sindical y política boliviana. Fue la última Ministra de Culturas y Turismo de Bolivia desde el 14 de noviembre de 2019 hasta el 4 de junio de 2020 cuando desapareció el ministerio durante el gobierno de la presidenta Jeanine Áñez Chávez.

## Biografía
Martha Yujra nació el 19 de enero de 1964 en el campamento minero de La Chojlla, en el municipio de Yanacachi de la provincia de Sud Yungas en el departamento de La Paz. Es hija de un trabajador minero y huérfana de madre. Durante su adolescencia, Martha Yujra se trasladó a vivir a la ciudad de El Alto donde comenzó sus estudios escolares en 1970 en el colegio Eduardo Abaroa, saliendo bachiller del colegio Simón Bolívar el año 1981. Ya durante esta etapa, Martha Yujra se caracterizó por ser una dirigente estudiantil.
Durante su vida sindical, Martha Yujra formó parte de la Federación de Padres de Familia (Fedepaf) y estuvo también formando parte por un tiempo de la Federación de Mujeres Bartolina Sisa.
El año 2005, Martha Yujra accedió al cargo de secretaria ejecutiva de la Central Obrera Regional (COR) de la ciudad de El Alto donde logró sacar la personeria jurídica de dicha institución. En junio de 2017, volvería nuevamente a asumir el cargo de secretaria ejecutiva de la COR pero esta vez sería por muy poco tiempo hasta diciembre de ese año.
Martha Yujra tiene 7 hijos y 3 nietos. El mayor de sus hijos nació el año 1987 y el menor en 2004.

## Vida política

### Elecciones Nacionales de 2019
El ingresó de Martha Yujra a la política boliviana fue algó tardía. A sus 55 años de edad participó en las elecciones nacionales de octubre de 2019, como candidata al cargo diputada plurinominal por el Departamento de La Paz, en representación de la alianza política Bolivia Dice No, el cual dicha alianza era liderada  en ese entonces a nivel nacional por el político Óscar Ortiz Antelo. Pero dichas elecciones serían anuladas tiempo después mediante ley por la presidenta Jeanine Áñez Chávez con el apoyo de la Asamblea Legislativa Plurinacional de mayoría masista.

### Ministra de Culturas y Turismo de Bolivia (2019-2020)
El 14 de noviembre de 2019 la Presidenta de Bolivia Jeanine Áñez Chávez posesionó a la dirigenta sindical alteña Martha Yujra en el cargo de ministra de Culturas y Turismo de Bolivia, en reemplazo de la periodista paceña Wilma Alanoca Mamani. Estuvo al mando del ministerio hasta el 4 de junio de 2020, cuando desapareció dicho ministerio. 

### Consejera en la Embajada de Bolivia en Ecuador
Después de haber ocupado el cargo de ministra de culturas y turismo, el Gobierno de Jeanine Áñez le otorgó el cargo de "consejera diplomática" y la envió a la Embajada de Bolivia en Ecuador.